# Împărat
Un împărat este un monarh, de obicei domnitorul suveran al unui imperiu. Acest titlu face parte din categoria titlurilor nobiliare. Împărații de obicei sunt considerați a fi deasupra regilor în rang.

## Istoria

### Titlul latin
La origine, etimonul cuvântului împărat, anume latinescul imperator, desemna conducătorul victorios al armatei romane. În anul 27 î.Hr., Augustus a unificat lumea romană și a creat Imperiul Roman, dar nu a îndrăznit să-și atribuie puteri absolute și astfel să distrugă sistemul politic al vechii republici romane, deoarece cunoștea exemplul asasinatului lui Iulius Cezar în anul 44 î.Hr., care fusese acuzat de senatorii romani că ar fi vrut să îngrădească drepturile și libertățile republicane. Astfel, a creat principatul, un regim politic în care se păstrau toate funcțiile și sarcinile din vechea republică, dar toate funcțiile publice importante erau ocupate de Octavian. Chiar dacă avea titlul de „princeps civium”, în practică, cel mai important titlu pe care îl avea era acela de împărat sau conducător al armatei, pentru că acest lucru era singura garanție a păcii după luptele civile care avuseseră loc în ultimul secol. În acest mod, cu trecerea timpului, titlul de împărat a început să fie identificat cu cel de conducător absolut al Imperiului.

### Căderea Romei
După dispariția Imperiului Roman de Apus, Imperiul Bizantin s-a considerat continuatorul tradiției romane, deși a abandonat cultura latină în favoarea vechii culturi elenistice. Împărații bizantini se intitulau basileus, după termenul grecesc pentru rege. Totuși, în mediul oriental a început să fie folosit și titlul de Țar, derivat din latinescul Cezar, preluat mai târziu de bulgari și de conducătorii Imperiului Rus, odată cu căderea Constantinopolului.
În occident nu au mai existat împărați din anul 476, dar Biserica Catolică de la Roma se considera continuatoarea imperiului pe plan spiritual. La început Papii de la Roma i-au recunoscut pe împărații bizantini ca fiind continuatorii tradiției imperiale romane, însă mai târziu datorită faptului că Roma a trebuit să facă față de una singură invaziilor migratoare, fără a primi vreun sprijin din partea Bizanțului, Papa de la Roma și-a reconsiderat poziția, începând să acorde sprijin politic francilor. Astfel Papa l-a chemat în ajutor pe Pepin cel Scurt. Drept recompensă pentru ajutorul dat, acesta a fost încoronat de către Papă rege al francilor. Fiul lui Pepin cel Scurt, Carol cel Mare a fost încoronat Împărat al Sfântului Imperiu Roman în anul 800 la Roma, de Papa Leon al III-lea, oficial ca mulțumire pentru intervenția sa în timpul unei revolte petrecute la Roma. Dar este posibil că motivul a fost apropierea dintre Carol cel Mare și Irene, la maturitate împărăteasa Bizanțului, lucru care era contra intereselor Papei. În anul 812, împăratul bizantin Mihail I Rangabe l-a recunoscut pe Carol cel Mare ca împăratul Occidentului printr-un tratat firmat în Aachen, chiar dacă această acceptare a fost debilă, deoarece Bizanțul considera ca noua realizare germana nu avea nimic juridic în comun cu Imperiul Roman, în timp ce Imperiul Bizantin era (cel putin pe hârtie) succesorul legal al acestuia, în Orient.
După ce nepoții lui Carol cel Mare au repartizat imperiul în Tratatul de la Verdun în 843, au fost diferite tentative cu mai mult sau mai puțin noroc de a se face recunoscuți ca împărați, încercând să-l forțeze pe Papă prin intermediul trimiterii de trupe militare în Italia. La sfârșitul anului 962 regele german Otto I a reușit să fie încoronat legitim ca Împăratul Sfântului Imperiu Roman, ceea ce îl proclama ca urmașul lui Carol cel Mare, punându-se astfel bazele Sfântului Imperiu Roman De Națiune Germană. Succesorii săi conservau titlul pâna în anul 1806, chiar dacă propriul Sfânt Imperiu Roman de Națiune Germană a fost practic dărâmat în 1648, după Tratatul de la Westfalia.

### Sfântul Imperiu Roman Germanic
De-a lungul secolelor s-a admis în Occident ca Papa, ca și custode legal al tradiției romane, era unicul apt să numească Împărații. De aceea, în concepția medievală, lumea era sub tutela temporală a Împăratului, iar cea spirituală a Papei, și împreună ca domnitori ai lumii creștine (și al lumii întregi, de fapt, doar Papa se considera Vicarul lui Iisus al întregii omeniri). De această formă putea exista un unic Împărat, cu jurisdicție asupra tuturor regilor creștini. În pofida tuturor acestora, visul a fost departe de a se realiza, deoarece Împăratul Occidentului nu a reușit să se impună niciodată asupra tuturor regilor creștini; cel care a dus acest vis universal mai aproape de a se împlini, a fost Împăratul Carlos I de España, exact într-o epocă (Secolul al XVI-lea) în care universalismul medieval dispărea în beneficiul naționalismului modern. Cu toate acestea, chiar dacă regii medievali s-au aliat în multiple războaie, și chiar mulți dintre ei au întors armele contra Împăratului din acel moment, niciodată nici unul dintre ei nu a incercat sa ia titlul pentru sine (fără a mai aminti beneficiile legale care le-ar fi putut avea).

### Imperiul napoleonian

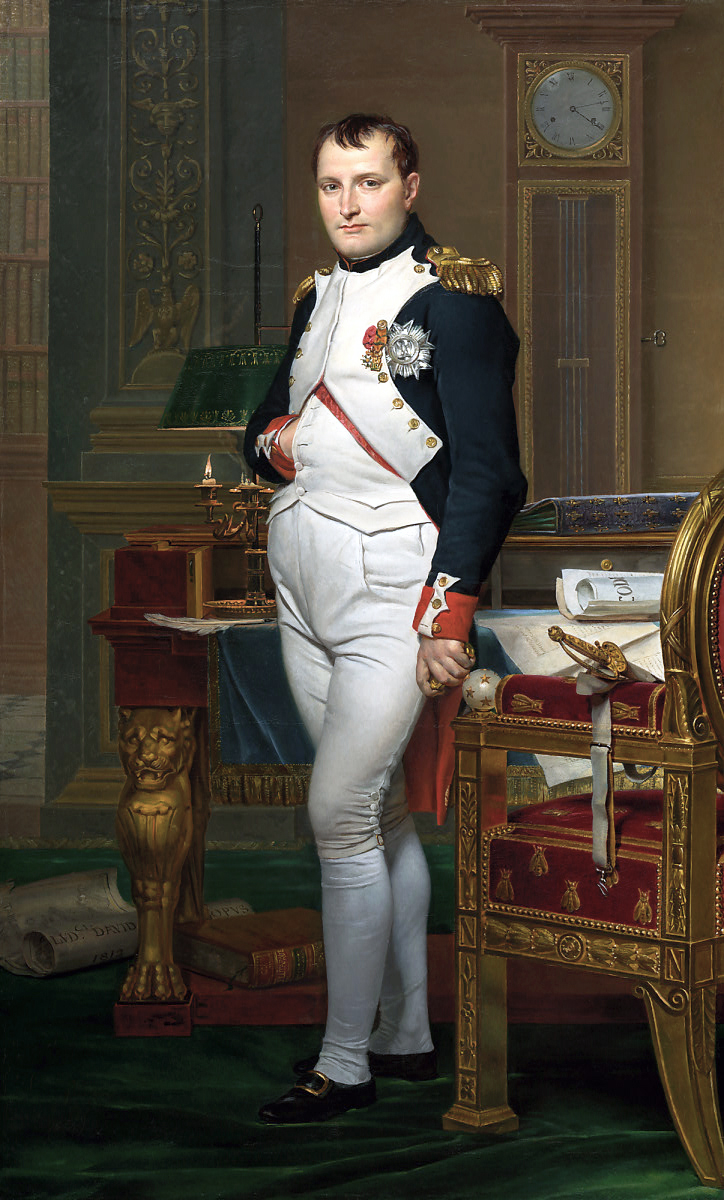
Napoleon

Fără îndoială, sosirea lui Napoleon Bonaparte schimba lucrurile. De-a lungul secolului al XVIII-lea s-a produs o puternică renaștere a clasicismului roman, Neoclasicismul, care vehicula ideea că acea capacitate umană care permite a căuta satisfacție și a rezolva probleme va depăși obscurantismul cu care se identifica Evul Mediu. In plan politic (si de asemenea artistic), Napoleon a incercat în mod just să se întoarcă la modelul imperial roman, motiv pentru care s-a transformat in șeful unui guvern condus după modelul roman: Primul Consul.Într-un sfârșit, Napoleon a cerut Papei Pius al VII-lea, prin intermediul presiunilor si amenințărilor, să-l încoroneze Împărat în Catedrala Notre-Dame din Paris, în anul 1804. În pofida acestora, în momentul decisiv, cu un gest de mândrie,Napoleon a smuls Papei coroana imperială și s-a incoronat singur, ca un gest potrivit căruia el singur se incorona pe sine ca persoana cea mai puternică de pe Pământ. Și totuși, încă exista Împăratul Sfântului Imperiu Roman German, la maturitate Francisco II, care a optat pentru renuntarea la titlul său în 1806 și să adopte cel de Împărat al Austriei cu numele de Francisc I.
Gestul lui Napoleon nu a fost clasificat doar ca o uzurpare din partea unui venetic fără drepturi legale sau juridice pentru acțiunile sale, ci și că în plus a deschis calea altor venetici care ca urmare au proclamat Împărați în locurile cele mai ciudate ale lumii. De această formă, în Haiti au domnit Împărații Iacob I de Haiti (Jean Jacques Dessalines 1804-1806) și Faustino I (1847-1859). În Mexic, generalul Augustin Iturbide s-a proclamat Împăratul Augustin I în 1821, chiar dacă a fost detronat anul următor; în 1864 urca la tron Maximilian I de Mexic, incoronat de trupele lui Napoleon al III-lea, și care a rămas in funcție până a fost împușcat în anul 1867. Anul următor, după Augustin Iturbide, în 1822, s-a proclamat Imperiul Braziliei, cu Pedro I Împărat; acesta a domnit până la proclamarea Republicii în 1888. În 1871 Wilhelm I,regele Prusiei, după Războiul franco–prusac, considerându-se moștenitorul legitim al Sfântului Imperiu Roman Germanic (care continua să existe din punct de vedere juridic sub forma de Imperiul Austro-Ungar, imperiu pe care proprii prusienii l-au darâmat militar în 1866), s-a proclamat Împărat al Germaniei. Și în 1976 generalul african Jean Bedel Bokassa (admirator al lui Napoleon Bonaparte) a transformat Republica Centrafricană în Imperiul Centroafrican, și el însuși s-a proclamat Bokassa I cu mare ceremonie; acest dictator a domnit până în 1979, an în care a fost detronat de o revoltă populară.
În prezent, unicul guvernant din lume care păstrează numele de Împărat este cel al Japoniei.